# Bernhard Hornfeck
Bernhard Hornfeck (* 15. Oktober 1929 in Dessau; † 2006) war ein deutscher Mathematiker.

## Leben
Hornfeck studierte ab 1949 Mathematik an der FU Berlin, an der er 1954 bei Hans-Heinrich Ostmann promoviert wurde (Zur Struktur gewisser Primzahlsätze) und danach Assistent war. Er habilitierte sich 1958 an der TH Braunschweig, war dort anschließend bis Privatdozent und wurde 1964 außerplanmäßiger Professor. 1969 wurde Hornfeck ordentlicher Professor an der Technische Universität Clausthal.
Er befasste sich mit Zahlentheorie und von ihm stammt ein verbreitetes Algebra-Lehrbuch.

## Schriften (Auswahl)
- mit Lutz Lucht: Einführung in die höhere Mathematik. De Gruyter 1970.
- Algebra. De Gruyter 1969, 3. Auflage 1976.
- Zur Dichte der Menge der vollkommenen Zahlen. In: Archiv der Mathematik. Band 6, 1955, S. 442–443.
- Verallgemeinerte Primzahlsätze. In: Monatshefte für Mathematik. Band 60, 1956, S. 93–95.
- Dichtentheoretische Sätze der Primzahltheorie. In: Monatshefte für Mathematik. Band 60, 1956, S. 96–109
- mit Eduard Wirsing: Über die Häufigkeit vollkommener Zahlen. In: Mathematische Annalen. Band 133, 1957, S. 431–438.
- Über natürliche Zahlen, deren Primteiler in mindestens k -ter Potenz auftreten. In: Mathematische Annalen. Band 138, 1959, S. 442–449.
- Zur Verteilung gewisser Primzahlpotenzprodukte. In: Mathematische Annalen. Band 139, 1959, S. 14–30.